# Galaxia espiral M88
Messier 88 (también conocido como M88 o NGC 4501) es una galaxia espiral a unos 49 millones de años luz en la constelación Coma Berenices. La galaxia es un miembro del cúmulo de Virgo, y una de las galaxias más grandes y brillantes de este, con una luminosidad comparable a la de la Galaxia de Andrómeda. Fue descubierta por Charles Messier en 1781.[cita requerida]
Como otras muchas galaxias espirales del cúmulo de Virgo, ésta presenta cierto déficit de hidrógeno neutro, causado por el rozamiento con el gas caliente presente en el medio intergaláctico del cúmulo; en la zona suroeste de M88 el gas no llega más allá de la zona ocupada por las estrellas -a diferencia de lo que ocurre en otras muchas galaxias espirales no pertenecientes a cúmulos galácticos ricos, donde el hidrógeno neutro suele ocupar un área mayor que el ocupado por las estrellas-, y allí la formación estelar es mayor que en el resto de la galaxia debido también al rozamiento antes mencionado, que también comprime el gas en la zona y acelera el nacimiento de estrellas. Por el contrario, en el lado opuesto (el noreste) hay gas de baja densidad que ocupa un área mayor que el ocupado por el cuerpo principal de gas y que parece haber sido arrancado por la interacción mencionada -un proceso que también se está produciendo, aunque a menor escala, en la galaxia NGC 4654, otra galaxia espiral brillante del Cúmulo de Virgo-. 
M88, de acuerdo con un estudio reciente, se está moviendo casi de canto y a gran velocidad en una órbita muy elíptica en dirección suroeste, calculándose que dentro de 200-300 millones de años pasará relativamente cerca del centro del cúmulo -ocupado por la galaxia elíptica gigante M87-, donde el medio intergaláctico es más denso, con lo que tal rozamiento será mayor y con ello la pérdida de gas. 
Esta galaxia es también clasificada como una galaxia de tipo Seyfert II; un estudio muestra cómo sus brazos espirales llegan hasta la región central, donde existe una concentración de 42 millones de masas solares de hidrógeno molecular que ha sido llevado allí por los brazos espirales y que presenta dos picos con una mayor densidad. Es también en su zona central donde se encuentra un agujero negro supermasivo, con una masa estimada en alrededor de 80 millones de masas solares.

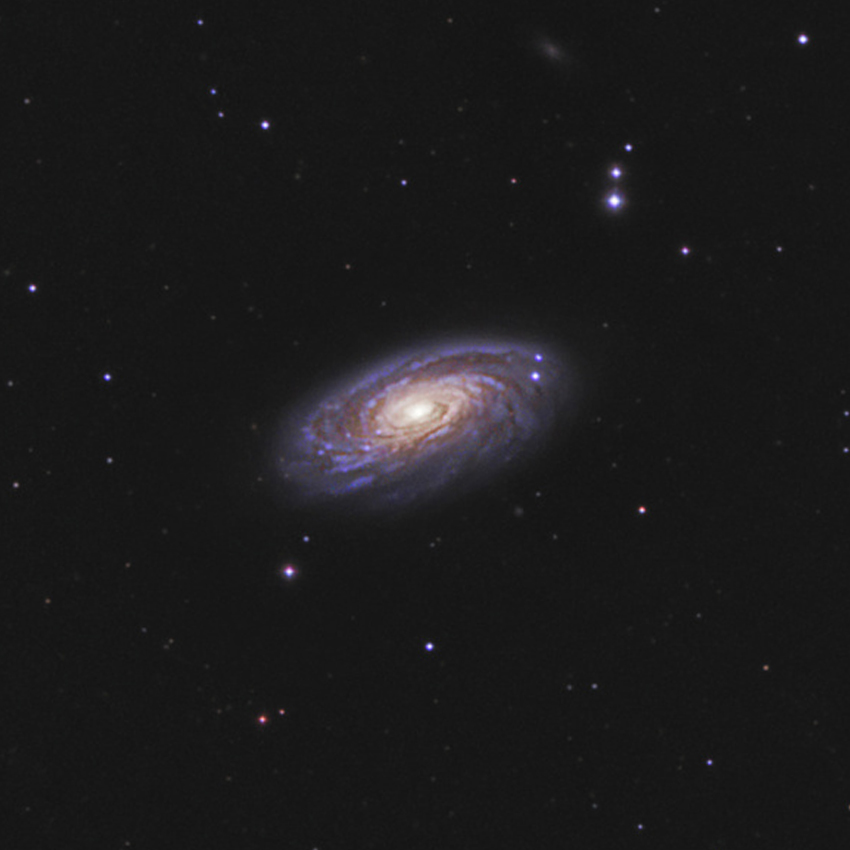
Imagen de M88 por un astrónomo aficionado
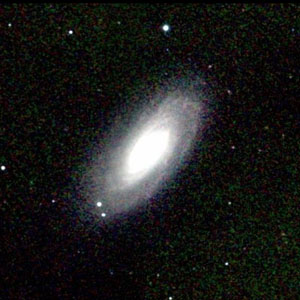
Imagen de M88 por el 2MASS
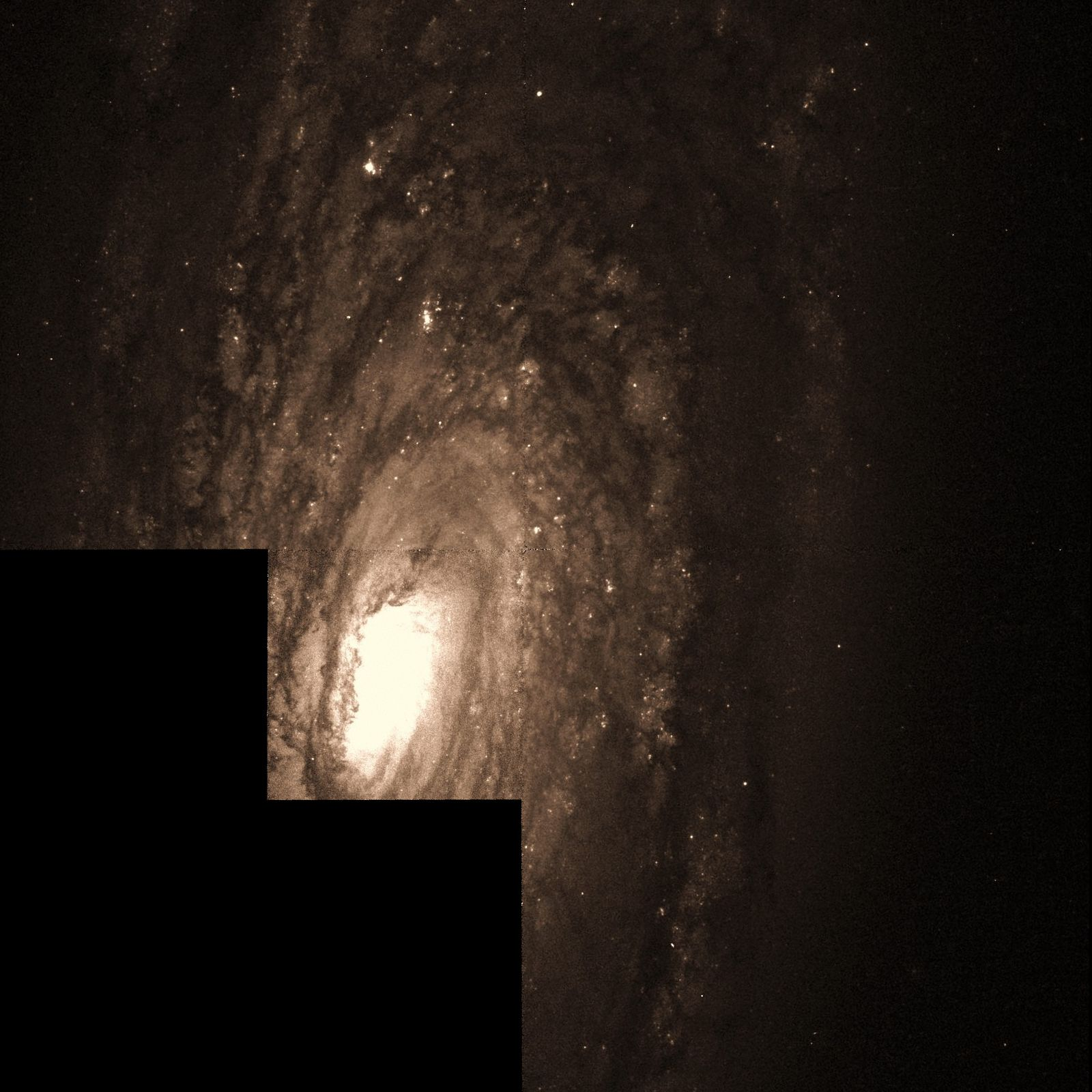
Imagen de M88 por el Hubble
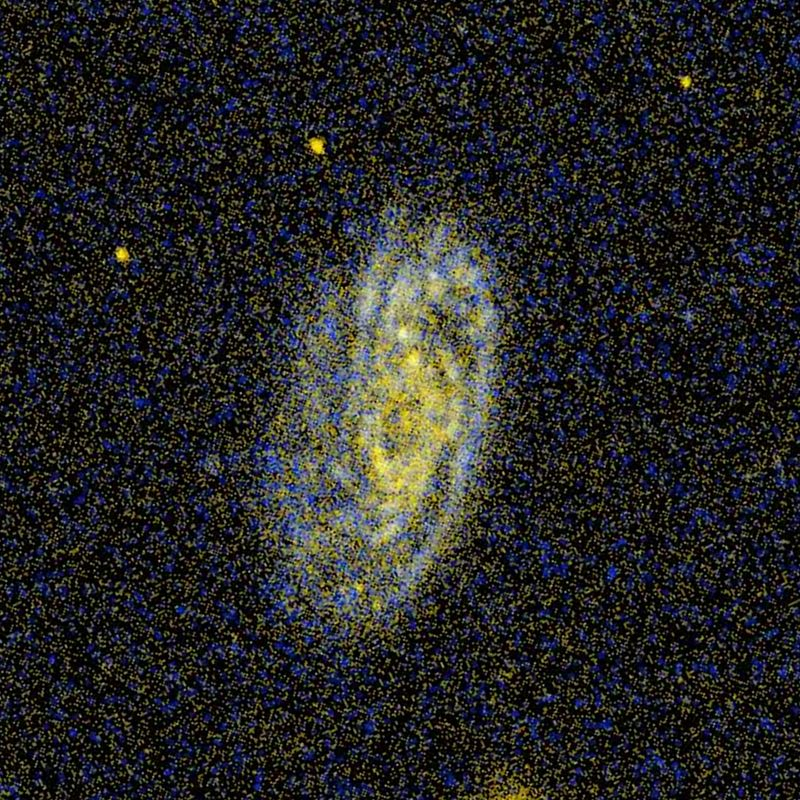
Imagen de M88 por el GALEX

- Wikimedia Commons alberga una categoría multimedia sobre Galaxia espiral M88.